# 国家人口及家庭发展局
国家人口及家庭发展局（缩写为LPPKN）是一个隶属于马来西亚妇女、家庭及社会发展部的政府机构。现任总监为舒库尔·阿都拉。2020年，霹雳巴力国会议员莫哈末尼扎担任此机构主席。

## 外部連結
- 国家人口及家庭发展局官方网站（页面存档备份，存于）
- 国家人口及家庭发展局官方脸书 （页面存档备份，存于）